# Словения на зимних Олимпийских играх 2018
Словения на зимних Олимпийских играх 2018 года была представлена как минимум 55 спортсменами в 4 видах спорта.

## Медали
| Серебро |            |                                                    |            |
| №       | Спортсмены | Вид спорта (дисциплина)                            | Дата       |
| 1       | Яков Фак   | Биатлон (индивидуальная гонка, мужчины)            | 15 февраля |
| Бронза  |            |                                                    |            |
| №       | Спортсмены | Вид спорта (дисциплина)                            | Дата       |
| 1       | Жан Кошир  | Сноуборд (параллельный гигантский слалом, мужчины) | 24 февраля |

## Состав сборной
Биатлон
1. Клемен Бауэр
2. Миха Довжан
3. Митя Дриновец
4. Ленарт Облак
5. Яков Фак
6. Уршка Пое
7. Аня Эржен

 Горнолыжный спорт
1. Боштьян Клине
2. Клемен Коси
3. Жан Краньец
4. Штефан Хадалин
5. Миха Хробат
6. Мартин Чатер
7. Ана Буцик
8. Ана Древ
9. Тина Робник
10. Маруша Ферк
11. Мета Хроват

 Лыжное двоеборье
1. Вид Врховник
2. Марьян Еленко

 Лыжные гонки
1. Янез Лампич
2. Миха Шименц
3. Катя Вишнар
4. Анамария Лампич
5. Ника Разингер
6. Манца Слабанья
7. Весна Фабьян
8. Аленка Чебашек

 Прыжки на лыжах с трамплина
1. Тилен Бартол
2. Йерней Дамьян
3. Тими Зайц
4. Петер Превц
5. Анже Семенич
6. Урша Богатай
7. Эма Клинец
8. Ника Крижнар
9. Шпела Рогель

 Санный спорт
1. Тилен Сирше

 Сноуборд
1. Жан Кошир
2. Рок Маргуч
3. Тим Мастнак
4. Тим-Кевин Равняк
5. Тит Штанте
6. Кая Вердник
7. Глория Котник

 Фристайл
1. Филип Флисар

 Хоккей
1. Миха Верлич
2. Лука Видмар
3. Бостьян Голичич
4. Лука Грачнар
5. Блаж Грегорц
6. Жига Еглич
7. Сабахудин Ковачевич
8. Алеш Краньц
9. Гашпер Крошель
10. Анже Куралт
11. Ян Муршак
12. Алеш Мушич
13. Кен Ограеншек
14. Жига Павлин
15. Жига Панце
16. Матия Пинтарич
17. Матич Подлипник
18. Юрий Репе
19. Митя Робар
20. Давид Родман
21. Марцел Родман
22. Роберт Саболич
23. Рок Тичар
24. Ян Урбас
25. Андрей Хебар

## Результаты соревнований

### Биатлон
Большинство олимпийских лицензий на Игры 2018 года были распределены по результатам выступления стран в зачёт Кубка наций в рамках Кубка мира 2016/2017. По его результатам мужская сборная Словении заняла 17-е место, благодаря чему заработала 5 олимпийских лицензий, а женская сборная, занявшая 21-е место получила право заявить для участия в соревнованиях 2 спортсменок. При этом в одной дисциплине страна может выставить не более четырёх биатлонистов.
Мужчины
| Соревнование         | Спортсмены                                          | Стрельба                             | Время                                     | Место         | Отставание                              |
| -------------------- | --------------------------------------------------- | ------------------------------------ | ----------------------------------------- | ------------- | --------------------------------------- |
| спринт               | Яков Фак                                            | 1+1                                  | 24:34,2                                   | 23            | +55,4                                   |
| спринт               | Клемен Бауэр                                        | 0+2                                  | 24:36,4                                   | 26            | +57,6                                   |
| спринт               | Миха Довжан                                         | 2+0                                  | 25:42,2                                   | 53            | +2:03,4                                 |
| спринт               | Митя Дриновец                                       | 1+2                                  | 26:13,7                                   | 72            | +2:34,9                                 |
| гонка преследования  | Клемен Бауэр                                        | 2+0+2+2                              | 35:55,9                                   | 24            | +3:04,2                                 |
| гонка преследования  | Яков Фак                                            | 2+1+3+0                              | 38:10,4                                   | 47            | +5:18,7                                 |
| гонка преследования  | Миха Довжан                                         | 0+1+3+3                              | 40:13,2                                   | 59            | +7:21,5                                 |
| индивидуальная гонка | Яков Фак                                            | 0+0+0+0                              | 48:09,3                                   | 2             | +5,5                                    |
| индивидуальная гонка | Клемен Бауэр                                        | 0+2+0+0                              | 50:07,0                                   | 15            | +2:03,2                                 |
| индивидуальная гонка | Миха Довжан                                         | 1+0+0+1                              | 51:54,2                                   | 35            | +3:50,4                                 |
| индивидуальная гонка | Митя Дриновец                                       | 2+1+2+0                              | 56:06,4                                   | 80            | +8:02,6                                 |
| масс-старт           | Яков Фак                                            | 0+0+1+0                              | 36:23,4                                   | 10            | +36,1                                   |
| масс-старт           | Клемен Бауэр                                        | 1+0+2+1                              | 37:19,8                                   | 20            | +1:32,5                                 |
| эстафета 4×7,5 км    | Миха Довжан Клемен Бауэр Митя Дриновец Ленарт Облак | 1+10 0+0 0+2 0+1 1+3 0+3 0+0 0+1 0+0 | 1:20:17,3 19:33,5 19:44,1 20:23,1 20:36,6 | 10 12 11 8 10 | +5:00,8 +1:09,9 +1:43,0 +3:18,8 +5:00,8 |

Женщины
| Соревнование         | Спортсмены | Стрельба | Время   | Место | Отставание |
| -------------------- | ---------- | -------- | ------- | ----- | ---------- |
| спринт               | Аня Эржен  | 2+1      | 23:20,9 | 46    | +2:14,7    |
| спринт               | Уршка Пое  | 0+4      | 24:52,8 | 75    | +3:46,6    |
| гонка преследования  | Аня Эржен  | 0+2+2+3  | 36:22,6 | 51    | +5:47,3    |
| индивидуальная гонка | Уршка Пое  | 0+0+0+0  | 43:52,7 | 12    | +2:45,5    |
| индивидуальная гонка | Аня Эржен  | 0+0+0+3  | 45:22,9 | 35    | +4:15,7    |

Смешанная эстафета
| Соревнование       | Спортсмены                                | Стрельба                            | Время                                     | Место       | Отставание                              |
| ------------------ | ----------------------------------------- | ----------------------------------- | ----------------------------------------- | ----------- | --------------------------------------- |
| смешанная эстафета | Уршка Пое Аня Эржен Клемен Бауэр Яков Фак | 1+7 0+0 0+2 0+0 1+3 0+0 0+0 0+0 0+2 | 1:11:55,6 16:55,3 17:59,5 18:05,0 18:55,8 | 14 17 15 14 | +3:21,3 +1:11,2 +3:06,2 +2:56,5 +3:21,3 |

### Лыжные виды спорта

#### Горнолыжный спорт
Квалификация спортсменов для участия в Олимпийских играх осуществлялась на основании специального квалификационного рейтинга FIS по состоянию на 21 января 2018 года. При этом НОК для участия в Олимпийских играх мог выбрать только того спортсмена, который вошёл в топ-500 олимпийского рейтинга в своей дисциплине, и при этом имел определённое количество очков, согласно квалификационной таблице. Страны, не имеющие участников в числе 500 сильнейших спортсменов, могли претендовать только на квоты категории B в технических дисциплинах. По итогам квалификационного отбора сборная Словении завоевала 11 олимпийских лицензий.
Мужчины
| Соревнование      | Спортсмены     | Скоростной спуск/ 1 спуск | Скоростной спуск/ 1 спуск | Слалом/ 2 спуск      | Слалом/ 2 спуск      | Всего                | Место                | Отставание           |
| Соревнование      | Спортсмены     | Время                     | Место                     | Время                | Место                | Всего                | Место                | Отставание           |
| ----------------- | -------------- | ------------------------- | ------------------------- | -------------------- | -------------------- | -------------------- | -------------------- | -------------------- |
| скоростной спуск  | Мартин Чатер   | не проводится             | не проводится             | не проводится        | не проводится        | 1:42,53              | 19                   | +2,28                |
| скоростной спуск  | Боштьян Клине  | не проводится             | не проводится             | не проводится        | не проводится        | 1:43,03              | 27                   | +2,78                |
| скоростной спуск  | Миха Хробат    | не проводится             | не проводится             | не проводится        | не проводится        | 1:43,61              | 29                   | +3,36                |
| скоростной спуск  | Клемен Коси    | не проводится             | не проводится             | не проводится        | не проводится        | DNF                  | DNF                  | DNF                  |
| супергигант       | Боштьян Клине  | не проводится             | не проводится             | не проводится        | не проводится        | 1:25,36              | 10                   | +0,92                |
| супергигант       | Клемен Коси    | не проводится             | не проводится             | не проводится        | не проводится        | 1:26,50              | 25                   | +2,06                |
| супергигант       | Мартин Чатер   | не проводится             | не проводится             | не проводится        | не проводится        | DNF                  | DNF                  | DNF                  |
| супергигант       | Миха Хробат    | не проводится             | не проводится             | не проводится        | не проводится        | DNF                  | DNF                  | DNF                  |
| комбинация        | Штефан Хадалин | 1:21,15                   | 21                        | 47,79                | 7                    | 2:08,94              | 8                    | +2,42                |
| комбинация        | Клемен Коси    | 1:20,61                   | 16                        | 48,76                | 15                   | 2:09,37              | 10                   | +2,85                |
| комбинация        | Мартин Чатер   | 1:20,57                   | 13                        | DNF                  | DNF                  | —                    | —                    | —                    |
| комбинация        | Боштьян Клине  | 1:22,42                   | 43                        | DNS                  | DNS                  | —                    | —                    | —                    |
| слалом            | Штефан Хадалин | DNF                       | DNF                       | завершил выступление | завершил выступление | завершил выступление | завершил выступление | завершил выступление |
| слалом            | Жан Краньец    | DNF                       | DNF                       | завершил выступление | завершил выступление | завершил выступление | завершил выступление | завершил выступление |
| гигантский слалом | Жан Краньец    | 1:09,52                   | 9                         | 1:10,25              | 8                    | 2:19,77              | 4                    | +1,73                |
| гигантский слалом | Штефан Хадалин | 1:11,53                   | 29                        | 1:10,13              | 4                    | 2:21,66              | 21                   | +3,62                |
| гигантский слалом | Миха Хробат    | DNF                       | DNF                       | завершил выступление | завершил выступление | завершил выступление | завершил выступление | завершил выступление |
| гигантский слалом | Мартин Чатер   | DNF                       | DNF                       | завершил выступление | завершил выступление | завершил выступление | завершил выступление | завершил выступление |

Женщины
| Соревнование      | Спортсмены  | Скоростной спуск/ 1 спуск | Скоростной спуск/ 1 спуск | Слалом/ 2 спуск       | Слалом/ 2 спуск       | Всего                 | Место                 | Отставание            |
| Соревнование      | Спортсмены  | Время                     | Место                     | Время                 | Место                 | Всего                 | Место                 | Отставание            |
| ----------------- | ----------- | ------------------------- | ------------------------- | --------------------- | --------------------- | --------------------- | --------------------- | --------------------- |
| скоростной спуск  | Маруша Ферк | не проводится             | не проводится             | не проводится         | не проводится         | 1:42,00               | 19                    | +2,78                 |
| супергигант       | Маруша Ферк | не проводится             | не проводится             | не проводится         | не проводится         | 1:23,18               | 25                    | +2,07                 |
| супергигант       | Тина Робник | не проводится             | не проводится             | не проводится         | не проводится         | 1:24,49               | 34                    | +3,38                 |
| комбинация        | Ана Буцик   | 1:42,77                   | 15                        | 41,99                 | 9                     | 2:24,76               | 11                    | +3,86                 |
| комбинация        | Маруша Ферк | 1:40,98                   | 5                         | DSQ                   | DSQ                   | —                     | —                     | —                     |
| слалом            | Маруша Ферк | 51,29                     | 15                        | 50,79                 | 18                    | 1:42,08               | 18                    | +3,45                 |
| слалом            | Мета Хроват | 51,93                     | 24                        | 50,57                 | 15                    | 1:42,50               | 21                    | +3,87                 |
| слалом            | Ана Буцик   | 52,09                     | 26                        | 50,82                 | 19                    | 1:42,91               | 24                    | +4,28                 |
| гигантский слалом | Мета Хроват | 1:12,76                   | 16                        | 1:09,59               | 9                     | 2:22,35               | 14                    | +2,33                 |
| гигантский слалом | Ана Буцик   | 1:13,38                   | 20                        | 1:10,71               | 24                    | 2:24,09               | 21                    | +4,07                 |
| гигантский слалом | Ана Древ    | 1:11,64                   | 10                        | DNF                   | DNF                   | —                     | —                     | —                     |
| гигантский слалом | Тина Робник | DNF                       | DNF                       | завершила выступление | завершила выступление | завершила выступление | завершила выступление | завершила выступление |

Командные соревнования
Командные соревнования в горнолыжном спорте дебютируют в программе Олимпийских игр. Состав сборной состоит из 4 спортсменов (2 мужчин и 2 женщин). Командные соревнования проводятся как параллельные соревнования с использованием ворот и флагов гигантского слалома. Победитель каждого индивидуального тура приносит 1 очко своей команде. При равном счёте каждая команда получает по одному очку. Если равный счёт имеет место в конце тура (2:2), команда с лучшим суммарным временем лучшей женщины и лучшего мужчины (или вторыми лучшими, если первые имеют равное время) выигрывает тур.
| Соревнование           | Спортсмены                                       | 1/8 финала           | 1/4 финала            | Полуфинал             | Финал                 | Место |
| Соревнование           | Спортсмены                                       | Соперник / Результат | Соперник / Результат  | Соперник / Результат  | Соперник / Результат  | Место |
| ---------------------- | ------------------------------------------------ | -------------------- | --------------------- | --------------------- | --------------------- | ----- |
| командные соревнования | Тина Робник Ана Буцик Жан Краньец Штефан Хадалин | Швеция (8) · П 1:3   | завершили выступление | завершили выступление | завершили выступление | 9     |

#### Лыжное двоеборье
Лыжное двоеборье остаётся единственной олимпийской дисциплиной в программе зимних Игр, в которой участвуют только мужчины. Квалификация спортсменов для участия в Олимпийских играх осуществлялась на основании специального квалификационного рейтинга FIS по состоянию на 21 января 2018 года. По итогам квалификационного отбора сборная Словении завоевала 2 олимпийские лицензии, но позднее от одной из них отказалась.
Мужчины
| Соревнование              | Спортсмены    | Прыжки с трамплина | Прыжки с трамплина | Лыжная гонка | Лыжная гонка | Лыжная гонка | Итоговое время | Место | Отставание |
| Соревнование              | Спортсмены    | Результат          | Место              | Гандикап     | Результат    | Место        | Итоговое время | Место | Отставание |
| ------------------------- | ------------- | ------------------ | ------------------ | ------------ | ------------ | ------------ | -------------- | ----- | ---------- |
| нормальный трамплин/10 км | Вид Врховник  | 90,4               | 27                 | +2:41        | 24:58,9      | 23           | 27:39,9        | 28    | +2:48,5    |
| нормальный трамплин/10 км | Марьян Еленко | 60,4               | 46                 | +4:41        | 25:27,5      | 32           | 30:08,5        | 44    | +5:17,1    |
| большой трамплин/10 км    | Марьян Еленко | 84,4               | 37                 | +3:38        | 24:57,7      | 36           | 28:35,7        | 41    | +4:43,2    |
| большой трамплин/10 км    | Вид Врховник  | 83,4               | 38                 | +3:42        | 25:08,4      | 37           | 28:50,4        | 42    | +4:57,9    |

#### Лыжные гонки
Квалификация спортсменов для участия в Олимпийских играх осуществлялась на основании специального квалификационного рейтинга FIS по состоянию на 21 января 2018 года. Для получения олимпийской лицензии категории «A» спортсменам необходимо было набрать максимум 100 очков в дистанционном рейтинге FIS. При этом каждый НОК может заявить на Игры 1 мужчину и 1 женщины, если они выполнили квалификационный критерий «B», по которому они смогут принять участие в спринте и гонках на 10 км для женщин или 15 км для мужчин. По итогам квалификационного отбора сборная Словении завоевала 7 олимпийских лицензий, а после перераспределения квот получила ещё одну.
Мужчины
Дистанционные гонки
| Соревнование           | Спортсмены  | Результат | Место | Отставание |
| ---------------------- | ----------- | --------- | ----- | ---------- |
| 15 км свободным стилем | Миха Шименц | 39:16,9   | 88    | +5:33,0    |

Спринт
| Соревнование     | Спортсмены              | Квалификация  | Квалификация  | Четвертьфинал        | Четвертьфинал        | Четвертьфинал        | Полуфинал            | Полуфинал            | Полуфинал            | Финал                 | Финал                 | Итоговое место |
| Соревнование     | Спортсмены              | Результат     | Место         | Заезд                | Результат            | Место                | Заезд                | Результат            | Место                | Результат             | Место                 | Итоговое место |
| ---------------- | ----------------------- | ------------- | ------------- | -------------------- | -------------------- | -------------------- | -------------------- | -------------------- | -------------------- | --------------------- | --------------------- | -------------- |
| спринт           | Миха Шименц             | 3:17,95       | 32            | завершил выступление | завершил выступление | завершил выступление | завершил выступление | завершил выступление | завершил выступление | завершил выступление  | завершил выступление  | 32             |
| спринт           | Янез Лампич             | 3:22,03       | 46            | завершил выступление | завершил выступление | завершил выступление | завершил выступление | завершил выступление | завершил выступление | завершил выступление  | завершил выступление  | 46             |
| командный спринт | Миха Шименц Янез Лампич | не проводится | не проводится | не проводится        | не проводится        | не проводится        | 2                    | 17:24,79             | 11                   | завершили выступление | завершили выступление | 21             |

Женщины
Дистанционные гонки
| Соревнование           | Спортсмены                                              | Результат                               | Место   | Отставание                           |
| ---------------------- | ------------------------------------------------------- | --------------------------------------- | ------- | ------------------------------------ |
| 10 км свободным стилем | Аленка Чебашек                                          | 26:30,1                                 | 12      | +1:29,6                              |
| 10 км свободным стилем | Анамария Лампич                                         | 27:26,4                                 | 27      | +2:25,9                              |
| 10 км свободным стилем | Манца Слабанья                                          | 28:47,3                                 | 54      | +3:46,8                              |
| 10 км свободным стилем | Ника Разингер                                           | 29:45,5                                 | 69      | +4:45,0                              |
| скиатлон 7,5+7,5 км    | Манца Слабанья                                          | 47:57,8                                 | 59      | +7:12,9                              |
| эстафета 4×5 км        | Анамария Лампич Катя Вишнар Аленка Чебашек Весна Фабьян | 53:55,7 13:28,4 14:47,7 12:22,1 13:17,5 | 8 2 7 8 | +2:31,4 +3,9 +1:01,1 +1:10,1 +2:31,4 |

Спринт
| Соревнование     | Спортсмены                     | Квалификация  | Квалификация  | Четвертьфинал         | Четвертьфинал         | Четвертьфинал         | Полуфинал             | Полуфинал             | Полуфинал             | Финал                 | Финал                 | Итоговое место |
| Соревнование     | Спортсмены                     | Результат     | Место         | Заезд                 | Результат             | Место                 | Заезд                 | Результат             | Место                 | Результат             | Место                 | Итоговое место |
| ---------------- | ------------------------------ | ------------- | ------------- | --------------------- | --------------------- | --------------------- | --------------------- | --------------------- | --------------------- | --------------------- | --------------------- | -------------- |
| спринт           | Анамария Лампич                | 3:16,57       | 11 Q          | 1                     | 3:12,46               | 3 LL                  | 2                     | 3:13,95               | 4                     | завершила выступление | завершила выступление | 7              |
| спринт           | Катя Вишнар                    | 3:15,24       | 5 Q           | 2                     | 3:20,49               | 4                     | завершила выступление | завершила выступление | завершила выступление | завершила выступление | завершила выступление | 16             |
| спринт           | Аленка Чебашек                 | 3:23,38       | 29 Q          | 2                     | 3:30,87               | 6                     | завершила выступление | завершила выступление | завершила выступление | завершила выступление | завершила выступление | 30             |
| спринт           | Ника Разингер                  | 3:35,11       | 52            | завершила выступление | завершила выступление | завершила выступление | завершила выступление | завершила выступление | завершила выступление | завершила выступление | завершила выступление | 52             |
| командный спринт | Аленка Чебашек Анамария Лампич | не проводится | не проводится | не проводится         | не проводится         | не проводится         | 1                     | 16:39,92              | 3 LL                  | 16:28,24              | 6                     | 6              |

#### Прыжки на лыжах с трамплина
Квалификация спортсменов для участия в Олимпийских играх осуществлялась на основании специального квалификационного рейтинга FIS по состоянию на 21 января 2018 года. По итогам квалификационного отбора сборная Словении завоевала 9 олимпийских лицензий.
Мужчины
| Соревнование         | Спортсмены    | Квалификация  | Квалификация  | Финал     | Финал    | Финал     | Финал    | Финал | Финал | Итоговое место |
| Соревнование         | Спортсмены    | Результат     | Место         | 1 прыжок  | 1 прыжок | 2 прыжок  | 2 прыжок | Всего | Место | Итоговое место |
| Соревнование         | Спортсмены    | Результат     | Место         | Результат | Место    | Результат | Место    | Всего | Место | Итоговое место |
| -------------------- | ------------- | ------------- | ------------- | --------- | -------- | --------- | -------- | ----- | ----- | -------------- |
| нормальный трамплин  | Йерней Дамьян | 118,9         | 16 Q          |           |          |           |          |       |       |                |
| нормальный трамплин  | Тими Зайц     | 107,1         | 29 Q          |           |          |           |          |       |       |                |
| нормальный трамплин  | Петер Превц   | 120,2         | 14 Q          |           |          |           |          |       |       |                |
| нормальный трамплин  | Тилен Бартол  | 115,1         | 22 Q          |           |          |           |          |       |       |                |
| большой трамплин     | Анже Семенич  |               |               |           |          |           |          |       |       |                |
| большой трамплин     | Йерней Дамьян |               |               |           |          |           |          |       |       |                |
| большой трамплин     | Тими Зайц     |               |               |           |          |           |          |       |       |                |
| большой трамплин     | Петер Превц   |               |               |           |          |           |          |       |       |                |
| большой трамплин     | Тилен Бартол  |               |               |           |          |           |          |       |       |                |
| командное первенство |               | не проводится | не проводится |           |          |           |          |       |       |                |

Женщины
| Соревнование        | Спортсмены   | 1 прыжок  | 1 прыжок | 2 прыжок  | 2 прыжок | Всего | Место |
| Соревнование        | Спортсмены   | Результат | Место    | Результат | Место    | Всего | Место |
| ------------------- | ------------ | --------- | -------- | --------- | -------- | ----- | ----- |
| нормальный трамплин | Урша Богатай | 71,2      | 25       | 64,0      | 30       | 135,2 | 30    |
| нормальный трамплин | Эма Клинец   | 94,2      | 12       | 87,4      | 16       | 181,6 | 14    |
| нормальный трамплин | Ника Крижнар | 108,5     | 7        | 114,7     | 6        | 223,2 | 7     |
| нормальный трамплин | Шпела Рогель | 64,3      | 28       | 90,2      | 12       | 154,5 | 22    |

#### Сноуборд
По сравнению с прошлыми Играми в программе соревнований произошёл ряд изменений. Вместо параллельного слалома были добавлены соревнования в биг-эйре. Во всех дисциплинах, за исключением мужского сноуборд-кросса, изменилось количество участников соревнований, был отменён полуфинальный раунд, а также в финалах фристайла спортсмены стали выполнять по три попытки. Квалификация спортсменов для участия в Олимпийских играх осуществлялась на основании специального квалификационного рейтинга FIS по состоянию на 21 января 2018 года. Для каждой дисциплины были установлены определённые условия, выполнив которые спортсмены могли претендовать на попадание в состав сборной для участия в Олимпийских играх. По итогам квалификационного отбора сборная Словении завоевала 7 олимпийских лицензий.
Мужчины
Фристайл
| Соревнование | Спортсмены       | Квалификация | Квалификация | Квалификация | Квалификация | Финал                | Финал                | Финал                | Финал                | Итоговое место |
| Соревнование | Спортсмены       | Заезд        | 1 спуск      | 2 спуск      | Место        | 1 спуск              | 2 спуск              | 3 спуск              | Место                | Итоговое место |
| ------------ | ---------------- | ------------ | ------------ | ------------ | ------------ | -------------------- | -------------------- | -------------------- | -------------------- | -------------- |
| хафпайп      | Тим-Кевин Равняк | 1            | 72,50        | 27,00        | 16           | завершил выступление | завершил выступление | завершил выступление | завершил выступление | 16             |
| хафпайп      | Тит Штанте       | 1            | 24,50        | 52,25        | 25           | завершил выступление | завершил выступление | завершил выступление | завершил выступление | 25             |

Слалом
| Соревнование                   | Спортсмены  | Квалификация | Квалификация | Квалификация | Квалификация | 1/8 финала                   | Четвертьфинал                | Полуфинал                | Финал                   | Место |
| Соревнование                   | Спортсмены  | Синий курс   | Красный курс | Всего        | Место        | Соперник Результат           | Соперник Результат           | Соперник Результат       | Соперник Результат      | Место |
| ------------------------------ | ----------- | ------------ | ------------ | ------------ | ------------ | ---------------------------- | ---------------------------- | ------------------------ | ----------------------- | ----- |
| параллельный гигантский слалом | Жан Кошир   | 42,03        | 42,94        | 1:24,97      | 2 Q          | KORКим Сан Гём (15) В −1,14  | GERШ. Баумайстер (7) В −3,07 | KORЛи Сан Хо (3) П +0,01 | Малый                   | 3     |
| параллельный гигантский слалом | Жан Кошир   | 42,03        | 42,94        | 1:24,97      | 2 Q          | KORКим Сан Гём (15) В −1,14  | GERШ. Баумайстер (7) В −3,07 | KORЛи Сан Хо (3) П +0,01 | FRAС. Дюфур (4) В +1,49 | 3     |
| параллельный гигантский слалом | Тим Мастнак | 43,15        | 42,82        | 1:25,97      | 16 Q         | SUIН. Гальмарини (1) П +0,38 | завершил выступление         | завершил выступление     | завершил выступление    | 16    |
| параллельный гигантский слалом | Рок Маргуч  | 43,78        | 42,20        | 1:25,98      | 17           | завершил выступление         | завершил выступление         | завершил выступление     | завершил выступление    | 17    |

Женщины
Фристайл
| Соревнование | Спортсмены  | Квалификация | Квалификация | Квалификация | Квалификация | Финал                 | Финал                 | Финал                 | Финал                 | Итоговое место |
| Соревнование | Спортсмены  | Заезд        | 1 спуск      | 2 спуск      | Место        | 1 спуск               | 2 спуск               | 3 спуск               | Место                 | Итоговое место |
| ------------ | ----------- | ------------ | ------------ | ------------ | ------------ | --------------------- | --------------------- | --------------------- | --------------------- | -------------- |
| хафпайп      | Кая Вердник | 1            | 24,75        | 34,00        | 21           | завершила выступление | завершила выступление | завершила выступление | завершила выступление | 21             |

Слалом
| Соревнование                   | Спортсмены    | Квалификация | Квалификация | Квалификация | Квалификация | 1/8 финала                  | Четвертьфинал         | Полуфинал             | Финал                 | Место |
| Соревнование                   | Спортсмены    | Синий курс   | Красный курс | Всего        | Место        | Соперник Результат          | Соперник Результат    | Соперник Результат    | Соперник Результат    | Место |
| ------------------------------ | ------------- | ------------ | ------------ | ------------ | ------------ | --------------------------- | --------------------- | --------------------- | --------------------- | ----- |
| параллельный гигантский слалом | Глория Котник | 48,00        | 45,52        | 1:33,52      | 15 Q         | OARА. Заварзина (2) П +0,03 | завершила выступление | завершила выступление | завершила выступление | 15    |

#### Фристайл
По сравнению с прошлыми Играми изменения произошли в хафпайпе и слоупстайле. Теперь в финалах этих дисциплин фристайлисты стали выполнять по три попытки, при этом итоговое положение спортсменов по-прежнему определяется по результату лучшей из них. Квалификация спортсменов для участия в Олимпийских играх осуществлялась на основании специального квалификационного рейтинга FIS по состоянию на 21 января 2018 года. Для каждой дисциплины были установлены определённые условия, выполнив которые спортсмены могли претендовать на попадание в состав сборной для участия в Олимпийских играх. По итогам квалификационного отбора сборная Словении завоевала олимпийскую лицензию в мужском ски-кроссе.
Мужчины
Ски-кросс
| Соревнование | Спортсмены   | Квалификация | Квалификация | 1/8 финала | 1/8 финала | Четвертьфинал | Четвертьфинал | Полуфинал | Полуфинал | Финал | Итоговое место |
| Соревнование | Спортсмены   | Результат    | Место        | Заезд      | Место      | Заезд         | Место         | Заезд     | Место     | Место | Итоговое место |
| ------------ | ------------ | ------------ | ------------ | ---------- | ---------- | ------------- | ------------- | --------- | --------- | ----- | -------------- |
| ски-кросс    | Филип Флисар | 1:09,65      | 5 Q          | 3          | 1 Q        | 2             | 2 Q           | 1         | 4         | Малый | 7              |
| ски-кросс    | Филип Флисар | 1:09,65      | 5 Q          | 3          | 1 Q        | 2             | 2 Q           | 1         | 4         | 3     | 7              |

### Санный спорт
Квалификация спортсменов для участия в Олимпийских играх осуществлялась на основании рейтинга Кубка мира FIL по состоянию на 1 января 2018 года. По его результатам сборная Словении смогла завоевать две лицензии в мужских соревнованиях, однако позднее от одной из них отказалась.
Мужчины
| Соревнование | Спортсмены  | 1 заезд   | 1 заезд | 2 заезд   | 2 заезд | 3 заезд   | 3 заезд | 4 заезд              | 4 заезд              | Итоговый результат | Итоговое место | Отставание |
| Соревнование | Спортсмены  | Результат | Место   | Результат | Место   | Результат | Место   | Результат            | Место                | Итоговый результат | Итоговое место | Отставание |
| ------------ | ----------- | --------- | ------- | --------- | ------- | --------- | ------- | -------------------- | -------------------- | ------------------ | -------------- | ---------- |
| одиночки     | Тилен Сирше | 49,887    | 34      | 58,776    | 40      | 49,646    | 38      | завершил выступление | завершил выступление | 2:38,309           | 39             | —          |

### Хоккей

#### Мужчины
Первые 8 сборных в рейтинге IIHF после чемпионата мира 2015 года автоматически квалифицировались для участия в мужском олимпийском турнире. Сборная Словении заняла в этом рейтинге 11-е место, в результате чего получила возможность стартовать в отборочном турнире сразу с финального квалификационного раунда. По принципу жеребьёвки «змейкой», практикуемой IIHF словенская сборная попала в группу D и получила в соперники Белоруссию, Данию, а также Польшу, победившую в преквалификационном турнире. Олимпийская квалификация прошла в столице Белоруссии Минске с 1 по 4 сентября 2016 года. Сборная Словении одержала три победы с разницей шайб 12:3, причём в заключительной встрече по буллитам были обыграны хозяева турнира сборная Белоруссии, также перед последним туром претендовавшая на попадание на Игры, со счётом 3:2
Состав
| Номер | Имя            | Хват  | Рост, см | Вес, кг | Дата рождения | Клуб                | Игры | ПШ | КН   | %ОБ   |
| ----- | -------------- | ----- | -------- | ------- | ------------- | ------------------- | ---- | -- | ---- | ----- |
| 32    | Гашпер Крошель | Левый | 188      | 88      | 09.02.1987    | Редёвре Майти Буллс | 3    | 6  | 1,91 | 93,10 |
| 40    | Лука Грачнар   | Левый | 178      | 83      | 31.10.1993    | Ред Булл            | 1    | 8  | 8,00 | 76,47 |
| 69    | Матия Пинтарич | Левый | 181      | 83      | 11.08.1989    | Руан                | 0    | 0  | 0,00 | 0,00  |

| Номер | Имя                 | Позиция    | Хват   | Рост, см | Вес, кг | Дата рождения | Клуб                | Игры | Шайбы | Передачи |
| ----- | ------------------- | ---------- | ------ | -------- | ------- | ------------- | ------------------- | ---- | ----- | -------- |
| 8     | Жига Еглич          | Нападающий | Правый | 185      | 80      | 24.02.1988    | Нефтехимик          | 3    | 1     | 0        |
| 12    | Давид Родман        | Нападающий | Левый  | 185      | 83      | 10.09.1983    | Гренобль            | 3    | 0     | 0        |
| 14    | Матич Подлипник     | Защитник   | Левый  | 181      | 85      | 09.08.1992    | Энергия             | 4    | 0     | 0        |
| 15    | Блаж Грегорц        | Защитник   | Левый  | 190      | 94      | 18.01.1990    | Маунтфилд           | 4    | 1     | 3        |
| 16    | Алеш Мушич          | Нападающий | Левый  | 176      | 83      | 28.01.1982    | Фехервар АВ19       | 4    | 0     | 0        |
| 17    | Жига Павлин         | Защитник   | Правый | 193      | 95      | 30.04.1985    | Мотор               | 1    | 0     | 0        |
| 18    | Кен Ограеншек       | Нападающий | Правый | 175      | 82      | 30.08.1991    | Грац Найнти Найнерс | 4    | 0     | 0        |
| 19    | Жига Панце          | Нападающий | Левый  | 185      | 92      | 01.01.1989    | Дорнбирн            | 4    | 1     | 0        |
| 22    | Марцел Родман       | Нападающий | Правый | 186      | 85      | 25.09.1981    | Бад-Тёльц           | 4    | 0     | 0        |
| 23    | Лука Видмар         | Защитник   | Правый | 185      | 90      | 17.05.1986    | Фехервар АВ19       | 4    | 0     | 1        |
| 24    | Рок Тичар           | Нападающий | Левый  | 180      | 83      | 03.05.1989    | Сибирь              | 4    | 0     | 1        |
| 26    | Ян Урбас            | Нападающий | Левый  | 192      | 98      | 26.01.1989    | Фиштаун Пингвинз    | 4    | 2     | 1        |
| 28    | Алеш Краньц         | Защитник   | Левый  | 181      | 92      | 29.07.1981    | Криммичау           | 3    | 0     | 0        |
| 39    | Ян Муршак           | Нападающий | Правый | 180      | 84      | 20.01.1988    | Фрёлунда            | 4    | 3     | 3        |
| 51    | Митя Робар          | Защитник   | Левый  | 176      | 85      | 04.01.1983    | Клагенфурт          | 4    | 0     | 0        |
| 55    | Роберт Саболич      | Нападающий | Левый  | 183      | 90      | 18.09.1988    | Торпедо             | 4    | 0     | 0        |
| 61    | Юрий Репе           | Защитник   | Левый  | 188      | 88      | 17.09.1994    | Рытиржи Кладно      | 4    | 0     | 0        |
| 71    | Боштьян Голичич     | Нападающий | Левый  | 183      | 89      | 12.06.1989    | Гренобль            | 4    | 0     | 0        |
| 84    | Андрей Гебар        | Нападающий | Левый  | 180      | 83      | 07.09.1984    | Олимпия             | 2    | 0     | 0        |
| 86    | Сабахудин Ковачевич | Защитник   | Правый | 190      | 95      | 26.02.1986    | Энергия             | 4    | 0     | 0        |
| 91    | Миха Верлич         | Нападающий | Левый  | 194      | 85      | 21.08.1991    | Филлах              | 4    | 0     | 2        |
| 92    | Анже Куралт         | Нападающий | Правый | 173      | 85      | 31.10.1991    | Готик д’Амьен       | 4    | 1     | 2        |

| Должность         | Имя             | Гражданство | Дата рождения |
| ----------------- | --------------- | ----------- | ------------- |
| Главный тренер    | Кари Саволайнен | Финляндия   | 19.06.1955    |
| Ассистент тренера | Ник Зупанчич    | Словения    | 03.10.1968    |
| Ассистент тренера | Эдо Терглав     | Словения    | 24.01.1980    |
| Тренер вратарей   | Габер Главич    | Словения    | 11.03.1978    |

Предварительный раунд
Группа B
|  | Команды, выходящие в четвертьфинал         |
|  | Команды, выходящие в квалификацию плей-офф |

| М | Сборная  | И | В | ВО | ПО | П | ШЗ | ШП | РШ | О |
| - | -------- | - | - | -- | -- | - | -- | -- | -- | - |
| 1 | ОСР      | 3 | 2 | 0  | 0  | 1 | 14 | 5  | 9  | 6 |
| 2 | Словения | 3 | 0 | 2  | 0  | 1 | 8  | 12 | -4 | 4 |
| 3 | США      | 3 | 1 | 0  | 1  | 1 | 4  | 8  | -4 | 4 |
| 4 | Словакия | 3 | 1 | 0  | 1  | 0 | 6  | 7  | -1 | 4 |

Время местное (UTC+9).
| 14 февраля 2018 21:10 | США | 2 : 3 (OT) (1:0, 1:0, 0:2, 0:1) | Словения | Квандон Хоккей Центр Зрителей: 3348 |

| Отчёт                                                                                       | Отчёт                         | Отчёт | Отчёт                        | Отчёт                                                                           |
| ------------------------------------------------------------------------------------------- | ----------------------------- | --- | ---------------------------- | ------------------------------------------------------------------------------- |
|                                                                                             |                               | |                              |                                                                                 |
|                                                                                             | Райан Запольски — 00:00-60:38 | Вратари | 00:00-60:38 — Гашпер Крошель | Судьи: Ян Грибик Ансси Салонен Линейные судьи: Роман Кадерли Лукас Кёхельмюллер |
|                                                                                             | Голы:                         | |                              | Судьи: Ян Грибик Ансси Салонен Линейные судьи: Роман Кадерли Лукас Кёхельмюллер |
| Брайан О'Нил — 17:44 (Г. Роу, Р. Донато) Джордан Гринвэй — 35:27 (Б. О'Нил, Б. Санджинетти) | 1:0 2:0 2:1 2:2 2:3           | 45:49 — Ян Урбас (Б. Грегорц, Л. Видмар) 58:23 — Ян Муршак (Б. Грегорц, М. Верлич) 60:38 — Ян Муршак (Р. Тичар, Я. Урбас) |                              | Судьи: Ян Грибик Ансси Салонен Линейные судьи: Роман Кадерли Лукас Кёхельмюллер |
|                                                                                             |                               | |                              | Судьи: Ян Грибик Ансси Салонен Линейные судьи: Роман Кадерли Лукас Кёхельмюллер |
|                                                                                             |                               | |                              | Судьи: Ян Грибик Ансси Салонен Линейные судьи: Роман Кадерли Лукас Кёхельмюллер |
|                                                                                             |                               | |                              | Судьи: Ян Грибик Ансси Салонен Линейные судьи: Роман Кадерли Лукас Кёхельмюллер |
| 6 мин                                                                                       | Штраф                         | 6 мин |                              | Судьи: Ян Грибик Ансси Салонен Линейные судьи: Роман Кадерли Лукас Кёхельмюллер |
|                                                                                             |                               | |                              |                                                                                 |
|                                                                                             | 36                            | Броски | 25                           |                                                                                 |

| 16 февраля 2018 16:40 | Олимпийские спортсмены из России | 8 : 2 (2:0, 4:1, 2:1) | Словения | Хоккейный центр Каннын Зрителей: 6018 |

| Отчёт | Отчёт                                                     | Отчёт                                                                    | Отчёт                      | Отчёт                                                                              |
| --- | --------------------------------------------------------- | ------------------------------------------------------------------------ | -------------------------- | ---------------------------------------------------------------------------------- |
| |                                                           |                                                                          |                            |                                                                                    |
| | Василий Кошечкин — 00:00-40:00 Илья Сорокин — 40:00-60:00 | Вратари                                                                  | 00:00-60:00 — Лука Грачнар | Судьи: Марк Лемелин Даниэль Штрикер Линейные судьи: Лукас Кохмюллер Ханну Сормунен |
| | Голы:                                                     |                                                                          |                            | Судьи: Марк Лемелин Даниэль Штрикер Линейные судьи: Лукас Кохмюллер Ханну Сормунен |
| Сергей Мозякин (бол.) — 18:23 (П. Дацюк, Н. Гусев) Илья Ковальчук — 18:45 (Е. Яковлев, С. Андронов) Александр Барабанов (бол.) — 26:00 (М. Григоренко, С. Калинин) Илья Каблуков — 28:48 (И. Ковальчук, А. Зуб) Кирилл Капризов — 30:02 (Н. Гусев, Б. Киселевич) Илья Ковальчук — 37:16 (С. Калинин, С. Андронов) Кирилл Капризов — 41:15 (П. Дацюк, Б. Киселевич) Кирилл Капризов — 47:12 (А. Зуб, Н. Гусев) | 1:0 2:0 3:0 4:0 5:0 5:1 6:1 7:1 8:1 8:2                   | 33:31 — Ян Муршак (М. Верлич, А. Куралт) 59:27 — Жига Панце (Р. Саболич) |                            | Судьи: Марк Лемелин Даниэль Штрикер Линейные судьи: Лукас Кохмюллер Ханну Сормунен |
| |                                                           |                                                                          |                            | Судьи: Марк Лемелин Даниэль Штрикер Линейные судьи: Лукас Кохмюллер Ханну Сормунен |
| |                                                           |                                                                          |                            | Судьи: Марк Лемелин Даниэль Штрикер Линейные судьи: Лукас Кохмюллер Ханну Сормунен |
| |                                                           |                                                                          |                            | Судьи: Марк Лемелин Даниэль Штрикер Линейные судьи: Лукас Кохмюллер Ханну Сормунен |
| 8 мин | Штраф                                                     | 6 мин                                                                    |                            | Судьи: Марк Лемелин Даниэль Штрикер Линейные судьи: Лукас Кохмюллер Ханну Сормунен |
| |                                                           |                                                                          |                            |                                                                                    |
| | 34                                                        | Броски                                                                   | 15                         |                                                                                    |

| 17 февраля 2018 21:10 | Словения | 3 : 2 (Б) (0:0, 2:1, 0:1, 0:0, 1:0) | Словакия | Квандон Хоккей Центр Зрителей: 4085 |

| Отчёт | Отчёт                        | Отчёт                                                                                               | Отчёт                          | Отчёт                                                                              |
| --- | ---------------------------- | --------------------------------------------------------------------------------------------------- | ------------------------------ | ---------------------------------------------------------------------------------- |
| |                              | |                                |                                                                                    |
| | Гашпер Крошель — 00:00-65:00 | Вратари                                                                                             | 00:00-65:00 — Бранислав Конрад | Судьи: Антонин Ержабек Тимоти Майер Линейные судьи: Ханну Сормунен Сакари Суоминен |
| | Голы:                        | |                                | Судьи: Антонин Ержабек Тимоти Майер Линейные судьи: Ханну Сормунен Сакари Суоминен |
| Блаж Грегорц (бол.) — 21:00 (Я. Муршак, А. Куралт) Анже Куралт (бол.) — 24:16 (Я. Муршак, Б. Грегорц) Жига Еглич (поб. бул.) — 65:00 | 1:0 2:0 2:1 2:2 3:2          | 35:43 — Милош Бубела (бол.) (П. Черешняк, Д. Граняк) 45:56 — Марцел Гашчак (Д. Граняк, П. Черешняк) |                                | Судьи: Антонин Ержабек Тимоти Майер Линейные судьи: Ханну Сормунен Сакари Суоминен |
| |                              | |                                | Судьи: Антонин Ержабек Тимоти Майер Линейные судьи: Ханну Сормунен Сакари Суоминен |
| |                              | |                                | Судьи: Антонин Ержабек Тимоти Майер Линейные судьи: Ханну Сормунен Сакари Суоминен |
| |                              | |                                | Судьи: Антонин Ержабек Тимоти Майер Линейные судьи: Ханну Сормунен Сакари Суоминен |
| 4 мин | Штраф                        | 8 мин                                                                                               |                                | Судьи: Антонин Ержабек Тимоти Майер Линейные судьи: Ханну Сормунен Сакари Суоминен |
| |                              | |                                |                                                                                    |
| | 30                           | Броски                                                                                              | 25                             |                                                                                    |

Квалификация плей-офф
| 20 февраля 2018 16:40 | Словения | 1 : 2 (OT) (1:0, 0:0, 0:1, 0:1) | Норвегия | Хоккейный центр Каннын Зрителей: 6312 |

| Отчёт                               | Отчёт                        | Отчёт | Отчёт                     | Отчёт                                                                            |
| ----------------------------------- | ---------------------------- | --- | ------------------------- | -------------------------------------------------------------------------------- |
|                                     |                              | |                           |                                                                                  |
|                                     | Гашпер Крошель — 00:00-63:06 | Вратари | 00:00-63:06 — Ларс Хауген | Судьи: Даниэль Штрикер Тобиас Верли Линейные судьи: Вит Ледерер Мирослав Лхоцкий |
|                                     | Голы:                        | |                           | Судьи: Даниэль Штрикер Тобиас Верли Линейные судьи: Вит Ледерер Мирослав Лхоцкий |
| Ян Урбас (бол.) — 06:38 (Я. Муршак) | 1:0 1:1 1:2                  | 43:06 — Томми Кристиансен (М. Рёймарк, А. Бастиансен) 63:06 — Александр Бонсаксен (М. Россели Ольсен, П. Торесен) |                           | Судьи: Даниэль Штрикер Тобиас Верли Линейные судьи: Вит Ледерер Мирослав Лхоцкий |
|                                     |                              | |                           | Судьи: Даниэль Штрикер Тобиас Верли Линейные судьи: Вит Ледерер Мирослав Лхоцкий |
|                                     |                              | |                           | Судьи: Даниэль Штрикер Тобиас Верли Линейные судьи: Вит Ледерер Мирослав Лхоцкий |
|                                     |                              | |                           | Судьи: Даниэль Штрикер Тобиас Верли Линейные судьи: Вит Ледерер Мирослав Лхоцкий |
| 4 мин                               | Штраф                        | 12 мин |                           | Судьи: Даниэль Штрикер Тобиас Верли Линейные судьи: Вит Ледерер Мирослав Лхоцкий |
|                                     |                              | |                           |                                                                                  |
|                                     | 34                           | Броски | 26                        |                                                                                  |

Итог: мужская сборная Словении по хоккею с шайбой по результатам олимпийского турнира заняла 9-е место